# 제11회 서울국제사랑영화제
제11회 서울국제사랑영화제는 2014년 5월 22일에 열린 시상식이다.

## 수상 및 후보

### 아가페상
- 베스트 프렌드 - 요한 카렌토 수상

### 배우상
- 강냉이 - 문창길 수상

### 관객상
- 절경 - 남근학 수상

### 심사위원특별상(단편경쟁부문)
- 절경 - 남근학 수상

### 기독영화인상
- 신이 보낸 사람 - 김진무 수상

### 아가페 초이스
- 리치 힐 - 트레이시 드로즈 트라고스 외 1명
- 린새니티 - 에반 렁
- 어나더 하우스 - 마티유 로이
- 까사 그란데 - 펠리페 바르보사
- 필 마이 러브 - 그리에 텍크
- 이반 선 오브 아미르 - 막심 판필로프
- 불리 - 리 허쉬 외 1명
- 피부색깔=꿀색 - 융 외 1명
- 제5계절 - 피터 브로센 외 1명
- 블랙 아웃 - 에바 웨버
- 앳 홈 - 아산나시오스 카란니콜라스
- 굿모닝 맨하탄 - 가우리 신드
- 어네스트와 셀레스틴 - 뱅상 파타르
- 어떤 시선 - 박정범 외 2명
- 마이 플레이스 - 박문칠
- 천 번을 불러도 - 신성섭
- 어느 남편의 부인 살리기 - 다니스 타노비치

### 미션 초이스
- 선 오브 갓 - 크리스토퍼 스펜서
- 시선 - 이장호
- 위대한 계시 - 마가레테 폰 트로타
- 루르드 - 예시카 하우스너
- 죽음보다 강한 사랑-손양원 - 권혁만
- 바세코의 아이들 - 김경식

### 국제 단편 경쟁
- MJ - 김희진
- 강냉이 - 이주현
- 금발소년과 흰양 - 엘로이 헨리오드
- 기적의 아이들 - 비조이 로나
- 노 러브 로스트 - 세자르 바시
- 더 재즈 쿼텟 - 유대얼
- 도쿄 할로윈 나이트 - 마리 오카다
- 두 시간, 더 이상 - 알리 아스가리
- 로드사이드 엠바니스 - 카말 세투
- 마그네티즘 - 나쿨 와굴라
- 멘토 - 박보은
- 미자 - 전효정
- 발코니 - 렌디타 제치라지
- 방학숙제 - 윤희중
- 베스트 프렌드 - 요한 카렌토
- 불륜 - 김준성
- 비상등 - 백성혜
- 사브라 - 정대건
- 생일소년 - 장민재
- 선 - 김수진
- 슈지, 화면 뒤에서 - 토마스 리오
- 알레그리아 -인도주의로의 여행 - 크리스토프 본 토겐부르크
- 엄마, 다시 봄 - 오자연
- 여름방학 - 손태겸
- 옥사나 - 레이 아서 왕
- 와이어 - 타티아나 모스코바
- 용서 - 김길형
- 우화 - 르네 피셔
- 위드 타임 - 말락 쿠오타
- 인터뷰 - 최빛나
- 잃어버린 것들 - 손태훈
- 절경 - 남근학
- 집으로 오는 길 - 김한라
- 짱깨 - 장지위
- 칼릴 - 파울로 주마시
- 카운팅 해피니스 - 베네이아 에브리피오투
- 커밍 홈 - 제임스 바바니코스
- 컴퓨터 포테이토 - 토드 킵
- 콩나물 - 윤가은
- 프랑소와 - 정원희
- 피아니스트 - 알렉산더 뢰벤

### 이너 뷰
- 큐티 앤드 더 복서 - 재커리 하인저링
- 파랑새 - 랜스 에드먼즈
- 플라이트 - 로버트 저메키스
- 파리의 자살가게 - 빠트리스 르꽁트
- 콰르텟 - 더스틴 호프만
- 마이보이 - 전규환

### 스페셜1.경계인/비경계인
- 댄싱 인 자파 - 힐라 메달리아
- 황금 우리 - 디에고 퀘마다 디에즈
- 르 아브르 - 아키 카우리스마키
- 분노하라 - 토니 갓리프
- 가족의 나라 - 양영희
- 신이 보낸 사람 - 김진무
- 경계에서 꿈꾸는 집 - 김량
- 우리가족 - 김도현
- 황무지 - 곽기봉
- 충심, 소소 - 김정인
- 손길 - 신소정

### 스페셜2.경계의 감독, 장률 특별전
- 풍경 - 장률
- 두만강 - 장률
- 경계 - 장률
- 망종 - 장률